# Anestable

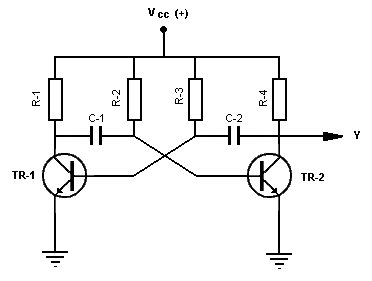
En aquesta figura es mostra l'esquema d'un multivibrador anestable realitzat amb components discrets.

En electrònica, un anestable o astable és un multivibrador que no té cap estat estable, el que significa que posseeix dos estats "quasi-estables" entre els que commuta, romanent en cada un d'ells un temps determinat. La freqüència de commutació depèn, en general, de la càrrega i descàrrega de condensadors. Entre les seves múltiples aplicacions es compten la generació d'ones periòdiques (generador de rellotge) i de trens d'impulsos.

## Funcionament
En aplicar la tensió d'alimentació (Vcc), els dos transistor és iniciar la conducció, ja que les seves bases reben un potencial positiu a través de les resistències R-2 i R-3, però com que els transistors no seran exactament idèntics, pel mateix procés de fabricació i el grau d'impureses del material semiconductor, un conduirà abans o més ràpid que l'altre. Suposem que és TR-1 el que condueix primer. En aquestes condicions el voltatge en la seva col·lector estarà prop de 0 volts, de manera que el C-1 començarà a carregar-se a través de R-2. Quan el voltatge en C-1 assoleixi els 0,6 V, TR-2 començarà a conduir, passant la sortida a nivell baix (tensió propera a 0V). C-2, que s'havia carregat via R-4 i unió base-emissor de TR-1, a baixar ara provocant el bloqueig de TR-1. C-2 comença a carregar-se via R-3 i en arribar a la tensió de 0,6 V provocarà novament la conducció d'TR-1, la descàrrega de C-1, el bloqueig de TR-2 i el pas a nivell alt (tensió propera a Vcc (+) de la sortida Y). A partir d'aquí la seqüència es repeteix indefinidament, segons els temps de conducció i bloqueig de cada transistor de les relacions R-2/C-1 i R-3/C-2. Aquests temps no són necessàriament iguals, de manera que es poden obtenir diferents cicles de treball actuant sobre els valors d'aquests components.